# Trichasaurus
Trichasaurus — вимерлий рід синапсидів-казеїдів. Знайдено лише в Craddock Bonebed, Brush Creek, 38 (формація Арройо) (пермський період Техасу). Описано один вид — Trispondylus texensis. Рід належить до родини Caseidae.